# Berzeliuslampa
Berzeliuslampa är en av Jöns Jacob Berzelius konstruerad spritlampa, försedd med dubbelt luftdrag och tidigare mycket använd i laboratorier. Den ersattes senare av bunsenbrännaren.